# Aphyocharacinae
Die Aphyocharacinae sind eine Unterfamilie der Salmlerfamilie Characidae. Die Fische dieser Unterfamilie sind weit verbreitet im nördlichen und mittleren Südamerika.

## Merkmale
Die Monophylie der Aphyocharacinae wird durch neun Synapomorphien, die die Morphologie der Schädelknochen betreffen begründet. Dazu gehört, dass das Palatinum länger ist als die Hälfte des Ectopterygoid (nicht bei Aphyocharacidium) und dass das nasale Septum (Trennwand) des Mesethmoid (ein Schädelknochen) als zwei parallele Lamellen ausgebildet ist. Die Fische werden etwa drei bis sieben Zentimeter lang.

## Gattungen und Arten
Zur Familie Aphyocharacinae gehören neun Gattungen:

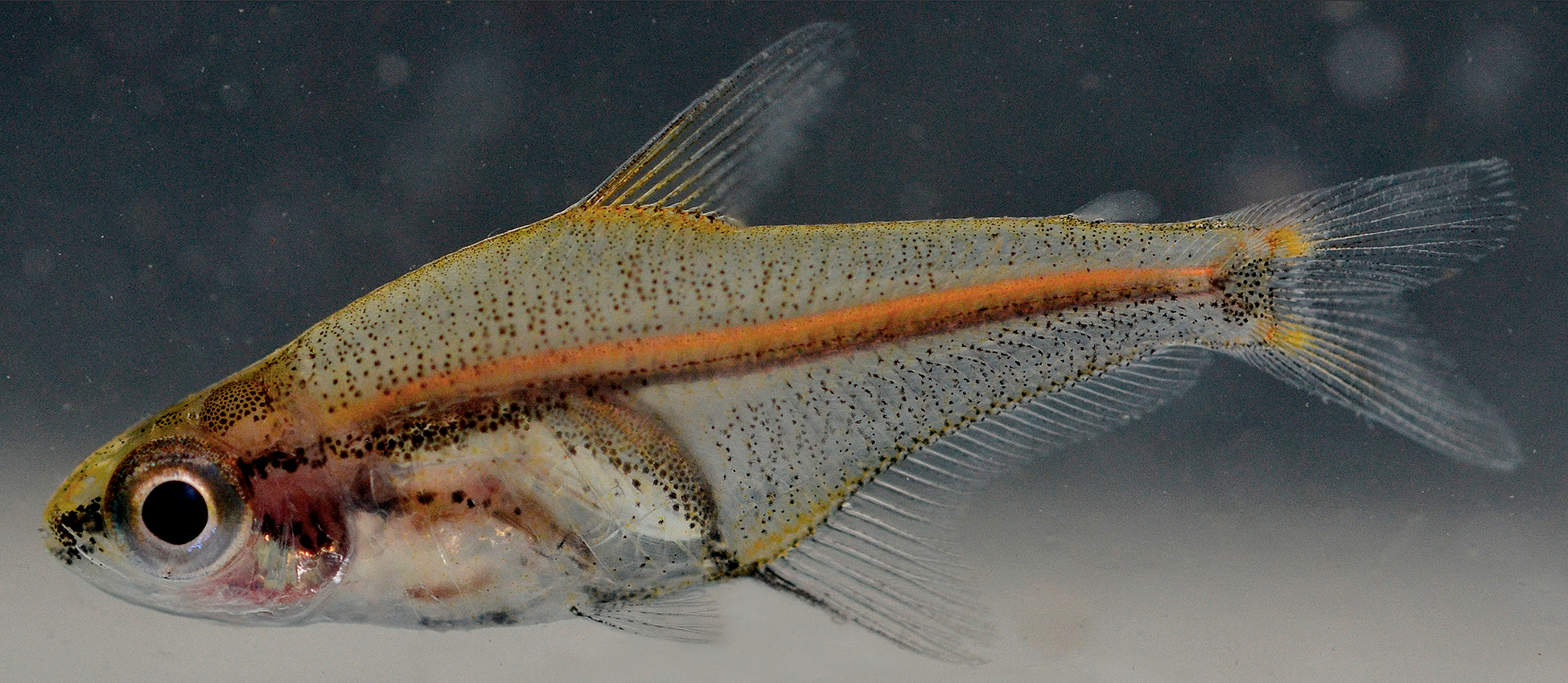
Amazonichthys lindeae

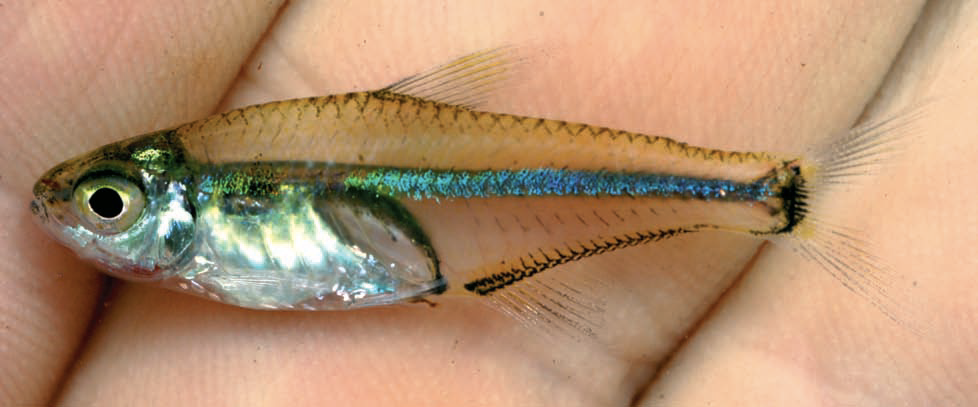
Cyanogaster geisleri

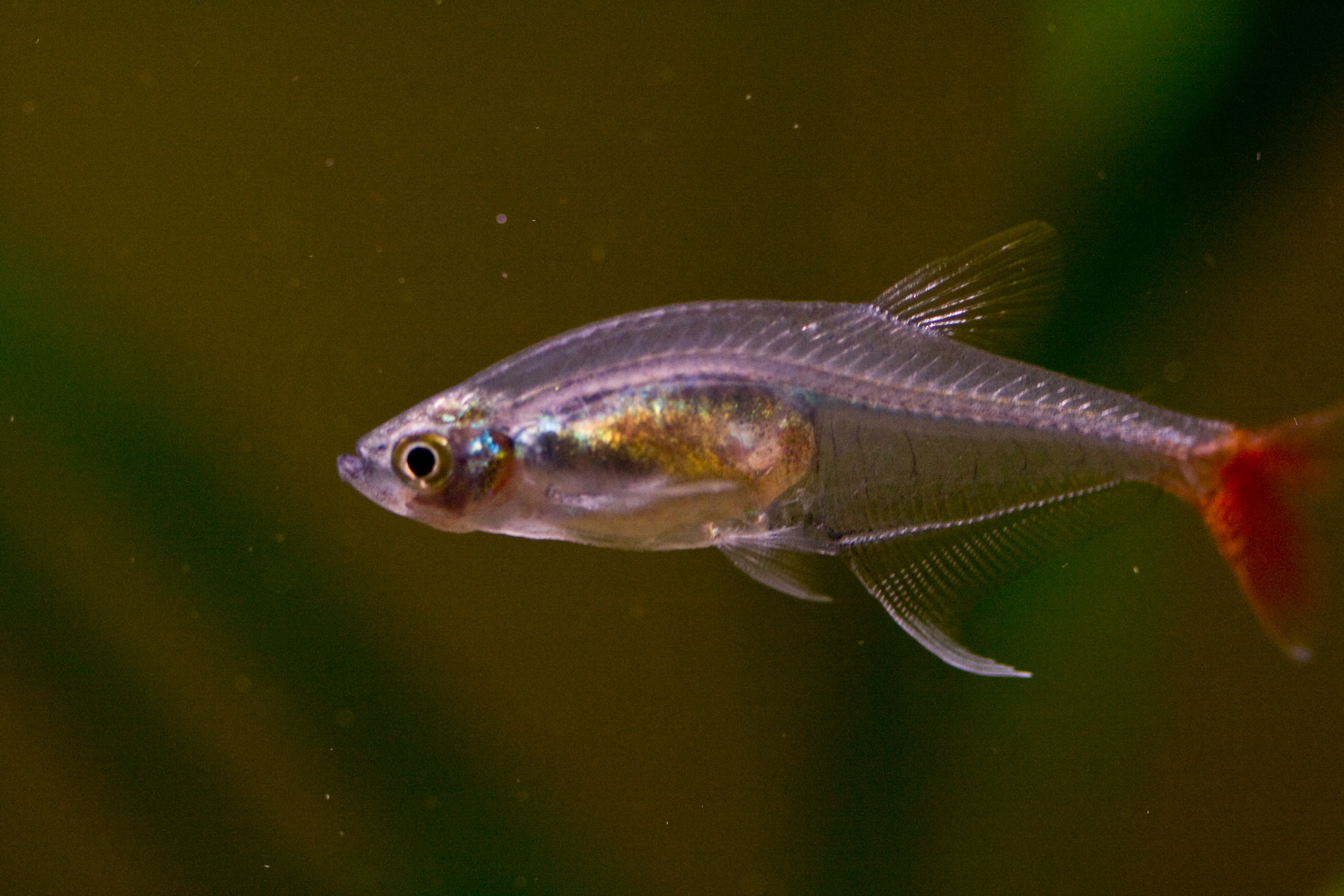
Rotflossen-Glassalmler (Prionobrama filigera)

- Amazonichthys Esguícero & Mendonça, 2023[3]
  - Amazonichthys lindeae Géry, 1973
  - Amazonichthys camelierae Esguícero & Mendonça, 2023
  - Amazonichthys lu Esguícero & Mendonça, 2023
- Aphyocharacidium Géry, 1960
  - Aphyocharacidium bolivianum Géry, 1973
  - Aphyocharacidium melandetum (Eigenmann, 1912)
- Aphyocharax Günther, 1868
  - 11 Arten
- Cyanogaster Mattox, Britz, Toledo-Piza & Marinho 2013
  - Cyanogaster geisleri Zarske & Gery, 2007
  - Cyanogaster noctivaga Mattox, Britz, Toledo-Piza & Marinho 2013
- Leptagoniates Boulenger, 1887
  - Leptagoniates pi Vari, 1978
  - Leptagoniates steindachneri Boulenger, 1887
- Paragoniates Steindachner, 1876
  - Blauer Glassalmler (Paragoniates Steindachner, 1876)
- Phenagoniates Eigenmann & Wilson in Eigenmann, Henn & Wilson, 1914
  - Phenagoniates macrolepis (Meek & Hildebrand, 1913)
- Prionobrama Fowler, 1913
  - Rotflossen-Glassalmler (Prionobrama filigera Cope, 1870)
  - Prionobrama paraguayensis (C. H. Eigenmann, 1914)
- Xenagoniates Myers, 1942
  - Goldstirn-Glassalmler (Xenagoniates bondi Myers, 1942)